# 71480 Roberthatt
71480 Roberthatt este un asteroid din centura principală de asteroizi.

## Descriere
71480 Roberthatt este un asteroid din centura principală de asteroizi. A fost descoperit pe 30 ianuarie 2000 în cadrul proiectului CSS. Asteroidul prezintă o orbită caracterizată de o semiaxă mare de 2,88 ua, o excentricitate de 0,15 și o înclinație de 8,0° în raport cu ecliptica.